# Herbert Kautz
Herbert Kautz (* 28. Jänner 1945 in Ober-Danegg; † 27. Dezember 2005 in St. Pölten) war ein österreichischer Politiker (SPÖ) und Elektriker sowie Bezirkssekretär. Kautz war von 1980 bis 2005 Abgeordneter zum Landtag von Niederösterreich.

## Leben
Kautz wurde 1945 in Ober-Danegg als Sohn des Bürgermeisters Karl Kautz geboren. Er erlernte nach dem Besuch der Volksschule und des Untergymnasiums den Beruf des Elektrikers und legte die Facharbeiterprüfung ab. Danach besuchte er die Sozialakademie und engagierte sich früh als Jugendobmann der Gewerkschaftsjugend und der Metall- und Bergarbeiterjugend.
Kautz, der bis zuletzt sein Mandat als Landtagsabgeordneter bzw. sein Amt als Bürgermeister ausgeübt hatte, verstarb infolge von Komplikationen nach einer Herzoperation. Er hinterließ seine Frau, einen Sohn und zwei Enkelkinder. Kautz wurde am 5. Jänner 2006 in Neunkirchen bestattet.

## Politik
Ab 1970 übernahm Kautz die Stelle des Bezirksparteisekretär der SPÖ Neunkirchen und engagierte sich im Betriebsrat der SPÖ Bundesangestellten. 1980 wurde er als Gemeinderat in Neunkirchen angelobt und befasste sich in der Folge vor allem mit Sozial-, Wohnungs- und Krankenhauswesens. 1982 stieg er zum Stadtrat auf, 1984 wurde er Vizebürgermeister. Zwischen 1993 und 2005 hatte er das Amt des Bürgermeisters inne. Kautz war darüber hinaus von 1986 bis 1992 Vizepräsident des ASKÖ und vertrat die SPÖ ab dem 30. Oktober 1980 bis zu seinem Tod Ende 2005 im Niederösterreichischen Landtag. Hier war er unter anderem im Finanzkontroll- und Rechnungshofausschuss tätig. 

## Auszeichnungen
- Großes Silbernes Ehrenzeichen für Verdienste um die Republik Österreich (1991)[2]
- Silbernes Komturkreuz für Verdienste um das Bundesland Niederösterreich (1996)[2]